# Francesco Camusso
Francesco Camusso (8 de março de 1908, Cumiana, Turim - 23 de junho de 1995) foi um ciclista italiano. Atuou profissionalmente entre 1929 e 1938. Foi o vencedor do Giro d'Italia em 1931 .